# تاکسیدو (کارولینای شمالی)
تاکسیدو، کارولینای شمالی (به انگلیسی: Tuxedo, North Carolina) یک منطقهٔ مسکونی در ایالات متحده آمریکا است که در کارولینای شمالی واقع شده‌است.

## خصوصیات
تاکسیدو ۶۲۶٫۰۷ متر بالاتر از سطح دریا واقع شده‌است.